# Fiat 410
Le Fiat 410 est un autobus typiquement urbain, produit par le constructeur italien Fiat Bus à partir de 1960.

## Histoire

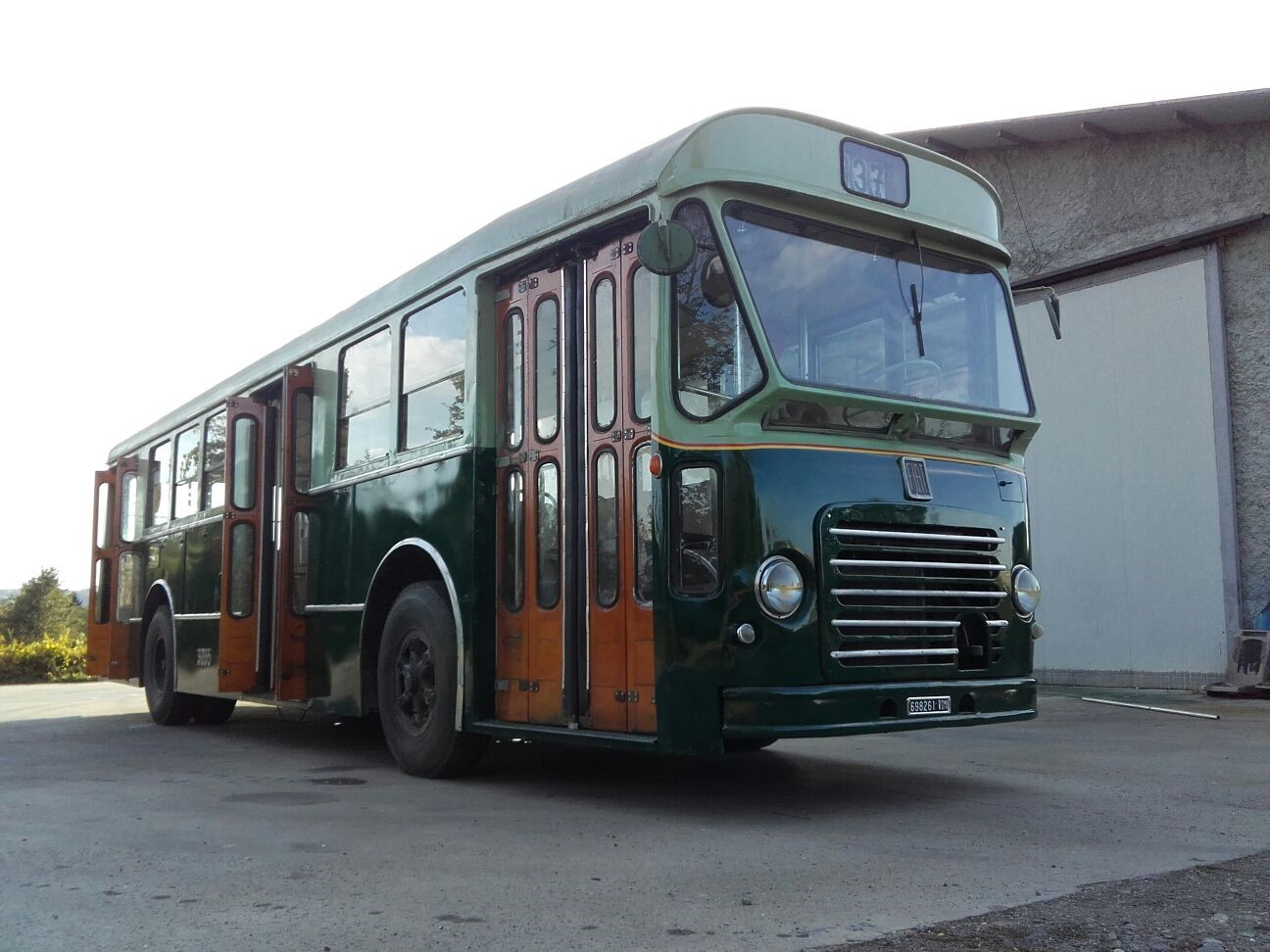
Fiat 410 (ex ATAC Rome) carrossé par CANSA

Ce véhicule a été lancé en 1960 et représente une véritable révolution dans le paysage des transports en commun car c'est le premier modèle d'autobus urbain, disposant d'un châssis spécialement étudié pour cette utilisation et non plus dérivé de celui d'un camion. Son moteur est placé au centre du véhicule, à plat.
Il a été créé pour une utilisation très polyvalente dans toutes les grandes villes d'Italie, pour un transport de masse dans les centres-villes, notamment pour accueillir les Jeux Olympiques de Rome en 1960. Ce bus urbain a connu un très gros succès commercial. Sa robustesse légendaire et ses caractéristiques mécaniques de fiabilité feront qu'il restera au catalogue durant 13 ans et en service pendant plus de 40 ans. Nombreux sont les véhicules usagers qui ont été exportés vers l'Afrique notamment et qui circulaient encore en 2000.
Ce modèle restera dans la mémoire des sociétés de transport urbain car ce fut le premier à offrir la direction assistée et une boîte de vitesses semi-automatique pour le chauffeur et à disposer d'un moteur placé sous le plancher, au centre du véhicule, dans un compartiment isolé, pour un meilleur confort des passagers et une meilleure utilisation de la surface utile du plancher.

## Versions
Comme de coutume en Italie, le Fiat 410, en plus de la version constructeur avec carrosserie "CANSA" ou "Cameri" du nom de l'usine où était produit le véhicule, était également disponible avec plusieurs carrosseries conçues et réalisées par les Carrossiers spécialisés Menarini, Macchi, Piaggio, Portesi, Pistoiesi, Breda C.F., etc.
La première version de 1960 disposait d'un pare-brise bombé, à la mode à cette époque. Elle restera en production jusqu'en 1968, date à laquelle la seconde série 410-A apparaît.
La seconde série, lancée en 1968, aura un pare-brise plat mais saillant sur l'avant. La partie horizontale en saillie était vitrée et permettait au chauffeur de s'approcher au plus près des véhicules le précédent sans risque de les heurter grâce à une visibilité parfaite sur l'avant bas. Elle offre, en option, une boîte Voith 501 entièrement automatique. La carrosserie a peu évolué dans le temps mais a été retouchée pour maintenir les lignes modernes d'origine. C'est Breda C.F. qui réalisera la version de carrosserie la plus esthétique grâce à ses plus grandes surfaces vitrées latérales.
La première série du Fiat 410 était équipée du moteur Fiat 310 de 10.676 cm3 développant 150 ch à 2000 tours par minute. La seconde série bénéficiera de son évolution Fiat 310.H/61 horizontal de 11.548 cm3 développant 176 ch à 1900 tours par minute. C'est à partir de 1970 que seule la boîte de vitesses entièrement automatique à variation continue sera proposée.

## Utilisateurs

### Italie
C'est l'ATAC de Rome qui a disposé du plus important parc de Fiat 410. Elle disposait de plus de 1 000 unités en 1972. Le dernier bus fut radié en 1995.
Une variante à deux étages a été réalisée par Fiat V.I., en collaboration avec la société Aerfer de Naples, spécialiste de la construction des fuselages d'avions : le Fiat 412.

### Belgique
Le constructeur belge Van Hool, qui avait déjà construit de très nombreux autobus sur châssis Fiat, avec moteur Fiat, réalisa 105 autobus sur châssis Fiat 410 pour la STIL (Société des Transports Intercommunaux de Liège). Ils furent livrés de 1969 à 1971 et roulèrent jusqu'en 1982-83,. Extérieurement, leur carrosserie était quasi identique à celle des Brossel BL55 et A99 de la STIL.
Malgré les avantages de ce type de châssis, les autres villes belges continuèrent à commander des autobus sur châssis traditionnels de camions (notamment des Van Hool Fiat 409).